# NGC 4401
NGC 4401 é uma região H II na direção da constelação de Canes Venatici. O objeto foi descoberto pelo astrônomo William Herschel em 1786, usando um telescópio refletor com abertura de 18,6 polegadas. 